# Rugazi
Rugazi è un comune del Burundi situato nella provincia di Bubanza con 57.881 abitanti (censimento 2008)

## Geografia antropica

### Suddivisioni amministrative
Il comune è suddiviso in 14 Colline.